# Antoni I de Parma
Antoni I Farnese o Antoni I de Parma (Parma, Ducat de Parma 1679 - íd. 1731) fou el 8è Duc de Parma, l'últim de la Dinastia Farnese.

## Orígens familiars
Va néixe el 29 de novembre de 1679 a la ciutat de Parma sent el fill menor del duc Ranuccio II de Parma i la seva tercera esposa, Maria d'Este. Fou net per línia paterna de Odoard I de Parma i Margarida de Mèdici, i per línia materna de Francesc I d'Este i Maria Caterina Farnese. Fou germà, per part de pare, d'Odoard II Farnese i també del duc Francesc I de Parma.

## Joventut
Rebé una gran educació, cosa que li va permetre viatjar arreu d'Europa de ben jove, visitant la Biblioteca Ambrosiana de Milà de mà de Carles Borromeo, així com les corts de Guillem III d'Anglaterra a Londres i Leopold I del Sacre Imperi Romanogermànic a Viena.

## Duc de Parma i núpcies
A la mort del seu germà Francesc I de Parma el febrer de 1727 fou nomenat duc de Parma. Tot i que en un principi no estigué interessat en el ducat, acceptà el nomenat i ràpidament posà solució a una de les problemàtiques importants: el seu matrimoni. Així es va casar el 5 de febrer de 1728 a la ciutat de Parma amb Enriqueta d'Este, filla de Reinaldo III de Mòdena i Carlota Felicitat de Brunsvic-Lüneburg. Per la celebració del casament amb Enriqueta d'Este, cosina germana seva, necessità una dipensa del papa Benet XIII.
El Ducat estava molt debilitat econòmicament i Antoni I impulsà les plantacions de morera amb la finalitat de promoure la indústria de la seda, l'apicultura i impulsà la creació d'una fira a Piacenza. Així mateix, després de 40 anys de prohibició, autoritzà el 1729 la utilització de la màscara en la celebració del carnaval.
Antoni I morí el 20 de gener de 1731 a la ciutat de Parma a l'edat de 51 anys sense haver tingut descendència.

## Herència del ducat
Mancat de descendència, i tot i que Antoni I designà hereva universal al fill que tenia la seva esposa (tot i que realment no estava embarassada), fou nomenada hereva Isabel Farnese, filla d'Odoard II Farnese i Dorotea Sofia del Palatinat-Neuburg en virtut del Tractat de la Haia de 1720. Isabel renuncià, però, al ducat en favor del seu fill Carles de Borbó, actuant de regent Dorotea Sofia i passant a domini de l'imperi Espanyol.